# 丹南郵便局
丹南郵便局（たんなんゆうびんきょく）は、兵庫県丹波篠山市にある郵便局。民営化前の分類では無集配特定郵便局だった。

## 概要
住所：〒669-2204 兵庫県丹波篠山市杉美輪町72
かつては集配特定郵便局だったが、集配業務は民営化の前年に篠山郵便局へ移管された。

## 沿革
- 1915年（大正4年）9月11日 - 味間（あじま）郵便局として、開局。
- 1964年（昭和39年）10月1日 - 丹南郵便局に改称[1]。
- 1972年（昭和47年）12月6日 - 電話交換および和文電報配達業務を篠山電報電話局に移管。
- 2006年（平成18年）9月25日 - 集配業務を篠山郵便局へ移管[2]。これと同時に郵便番号を変更（〒669-2299→〒669-2204）。
- 2007年（平成19年）10月1日 - 民営化。
- 2012年（平成24年）10月1日 - 日本郵便株式会社発足。

## 取扱内容
- 郵便、印紙、ゆうパック
- 貯金、為替、振替、振込、国際送金、国債
- 生命保険、バイク自賠責保険
- 地方公共団体事務（兵庫県住宅再建共済基金利用申込取次事務、および篠山市戸籍の謄抄本などの公的証明書交付）
- ゆうちょ銀行ATM

## 周辺
最寄駅である篠山口駅の正面口が、当局の位置する弁天地区への東口から国道176号沿いの西口に移ったため、周囲は閑散としている。
- 国道176号
- 兵庫県道299号大沢新東吹線

## アクセス
- 西日本旅客鉄道（JR西日本）福知山線篠山口駅から北へ300m（徒歩約8分）
- ウイング神姫（旧神姫グリーンバス）、コミバスハートラン 篠山口駅停留所下車
- 舞鶴若狭自動車道 丹南篠山口ICから南へ約1km
- 駐車場あり：2台